# Måling af planktonproduktion
|  | Denne artikel er oprettet af botten PalnaBot ud fra en ekstern database. Den kan derfor have sproglige fejl eller mangler. Denne skabelon kan fjernes efter kontrol af indholdet. |

Måling af planktonproduktion er en dokumentarfilm fra 1952 instrueret af Hakon Mielche.

## Handling
Medens man har haft nogenlunde kendskab til , hvor stor produktionen af organisk stof er på landjorden, har man hidtil kun kunnet gætte på, hvor stor produktionen var i havet, som dog dækker størstedelen af jordens overflade. En af Galatheas opgaver var at skaffe klarhed om dette problem, og filmen viser, hvorledes disse undersøgelser foregår.